# Берил Бейнбридж
Берил Бейнбридж, DBE (англ. Beryl Bainbridge; 21 листопада 1934, Ліверпуль — 2 липня 2010, Ліверпуль) — англійська письменниця та сценарист, Букерівський фіналіст 1998 року.

## Життєпис
Берил Бейнбридж народилася 1934 року в Ліверпулі, графство Ланкашир, Велика Британія. Її батько, Річард Бейнбрідж, в роки Великої депресії збанкрутував, і між ним і дружиною, Вінфрі Бейнс, часто виникали сварки. За власним визнанням Бейнбридж, тяжіння до слова вона набула завдяки радіопередачам — батьки зазвичай включали приймач на повну гучність, щоб заглушити шум сімейних скандалів. У 14 років за складений Берил непристойний Лімерік її виключили зі школи, і з 16 років вона стала актрисою в місцевому театрі. Згодом Бенйбридж працювала клерком у видавництві, на пляшковій фабриці.
Свій перший роман, «Сказала Гарієт», вона склала в 1950-і роки, але надрукували його тільки в 1972 році. Дебютною публікацією став роман «Вік-енд з Клодом» (1967), потім вийшли «Інша частина світу» (1968) і «Кравчиня» (1973). За книгу «Поїздка на пляшкове фабрику» (1974) вона була відзначена премією «Ґардіан», а роман «Час ран» (1977) приніс їй премію «Вітбред». Роман «Грандіозне пригода» (1989) був екранізований, і головну роль у фільмі виконав Г'ю Ґрант.
У 1990-ті роки письменниця відійшла від «сімейної драми робітничого класу» і звернулася до історичного жанру, опублікувавши романи «Хлопці на день народження» (1991), «Кожен за себе» (1996), «Майстер Джорджі» (1998), "Якщо вірити Квінн "(2001).
Крім низки літературних премій Берил Бейнбридж також п'ять разів потрапляла до шорт-лист Букерівської премії, але так її і не отримала. У 2000 році письменниця була відзначена орденом Британської імперії і отримала право на титул «дама». .
Дочка — акторка Рут Девіс.

## Книги

### Романи
- 1967 — A Weekend with Claud
- 1968 — Another Part of the Wood
- 1972 — Harriet Said…
- 1973 — The Dressmaker
- 1974 — The Bottle Factory Outing
- 1975 — Sweet William
- 1976 — A Quiet Life
- 1977 — Injury Time
- 1978 — Young Adolf
- 1979 — Another Part of the Wood (revised edition)
- 1980 — Winter Garden
- 1981 — A Weekend with Claude (revised edition)
- 1984 — English Journey
- 1984 — Watson's Apology
- 1989 — An Awfully Big Adventure
- 1991 — The Birthday Boys
- 1996 — Every Man for Himself
- 1998 — Master Georgie
- 2001 — According to Queeney
- 2008 — The Girl in the Polka Dot Dress

### Оповідання
- 1985 — Mum and Mr Armitage
- 1994 — Collected Stories
- 1994 — Northern Stories Vol. 5 ISBN 978-0-946407-97-2

### Інші твори
- 1984 — English Journey
- 1987 — Forever England: North and South
- 1993 — Something Happened Yesterday
- 2005 — Front Row: Evenings at the Theatre

## Фільмографія Берил Бейнбрідж
Акторка
- Rookery Nook (1953) — Рода Марлі
- Knight Errant Limited (1960) — Елспет Вокер
- Biggles (1960)
- Coronation Street (серіал, 1960) — Джіні
- Doomwatch (1970—1971) — Жінка (в титрах не вказана)
- Adult Fun (1972)

Сценарист
- Страшенно велика пригода (1995)
- Кравчиня (1988)
- Солодкий Вільям (1980)

Грає саму себе у Саут-Банк Шоу (серіал, 1978—2010)/ The South Bank Show